# ADB (Avenger)
ADB (Avenger) is de afkorting van American Dirt Bike en is (of was) een kleine Amerikaanse fabrikant van terreinmotorfietsen. Deze werden geproduceerd in het begin van de jaren negentig en waren voorzien van 600cc-Rotax-blokken. Ze werden onder de naam Avenger verkocht.